# Courtney Hadwin
Courtney Hadwin est née le 6 juillet 2004, est une chanteuse de rock britannique.

## Biographie
Courtney Hadwin grandit à Hesleden, elle se fait un nom au niveau local en juin 2016, lorsqu’une vidéo de la jeune fille de 11 ans est téléchargée sur la page Facebook de son école.
En 2017, elle apparait dans The Voice Kids UK, elle arrive jusqu'en finale. En 2018, elle arrive en finale de l'émission America's Got Talent,. Durant l'audition elle reçoit le "Golden Buzzer" de la part du juge Howie Mandel pour son interprétation de Hard to Handle de Otis Redding. La vidéo sur YouTube a été vue cent quatre vingt dix millions de fois sur la chaîne Top 10 Talent et cinquante huit millions de fois sur celle d'America's Got Talent.
Après avoir interprété (à l'âge de 14 ans) sa chanson originale « Pretty Little Thing » dans l'émission America's Got Talent : The Champions, le premier EP de Hadwin a été publié le 25 octobre 2019 sous le titre « The Cover Sessions », qui comprend des reprises en direct de « Sign of the Times » par Harry Styles, « Old Town Road » par Lil Nas X, « Sucker » par les Jonas Brothers, et « Someone You Loved » par Lewis Capaldi.
Elle a été décrite comme « un talent exceptionnel avec une voix et un esprit bien au-delà de son âge ». Lorsqu'un intervieweur lui a demandé quelles étaient ses influences artistiques, elle a répondu : « De Little Richard à James Brown en passant par Janis Joplin et Mick Jagger ? La liste est vraiment longue !
Le 29 septembre 2023, Hadwin a sorti son quatrième single original de l'année, un conte hard rock adapté à la période d'Halloween (ou à n'importe quelle autre saison, d'ailleurs, puisque les paroles évoquent les défis liés au maintien d'une bonne santé mentale en période de stress), intitulé « Monsters ».[44] Ce morceau est considéré comme plutôt entraînant pour un sujet sérieux abordé dans les paroles. Plusieurs auditeurs ont noté que c'était un aspect positif de la chanson.[45][46][47][48] Le 11 octobre 2023, Xander Zellner, journaliste et analyste de données et de classements chez Billboard, a rapporté que le single original autoproduit par Hadwin, « Monsters », s'était classé 19e au classement Billboard des ventes de chansons numériques Hard Rock.[49][50]
Le 24 novembre 2023, Hadwin a sorti son cinquième single original de l'année, une chanson de Noël entraînante, entraînante et hard rock intitulée « Christmas Rocks », sur YouTube et les plateformes de streaming.[51]
Le 30 avril 2024, Hadwin s'est produite pour Clive Davis lors du gala du 41e anniversaire des New York Pops en son honneur.[52] Le 29 octobre 2024, Hadwin a enregistré toutes ses chansons en direct aux Metropolis Studios.[53][54]
Hadwin a partagé le clip de son single aux influences pop-punk « Spellbound ».[55]
Hadwin a partagé le clip de son single blues classique « You Only Love Me When I Lie ».[56]
Courtney a signé avec l'agence MN2S en 2024, Mais l'a quittée faute de contrats. Elle a alors signé avec Oliver Moheda de Total Artist Management pour son management.

## Discographie

### Singles originaux
- 2023 Breakable
- 2023 That Girl Don't Live Here
- 2023 Call Me Back
- 2023 Monsters
- 2023 Christmas Rocks
- 2024 Jagged

### En tant qu'artiste vedette
- 2019 Sun City Little Steven et the Disciples Of Soul avec Jimmy Barnes, Peter Garrett, Sam Fender, Courtney Hadwin, Jake Clemons, Garland Jeffreys et Bruce Springsteen[11],[12]

### Couvertures
- 2019 The Cover Sessions
- 2020 Happy Xmas (War is Over)